# A Master Stroke
A Master Stroke er en amerikansk stumfilm fra 1920 af Chester Bennett.

## Medvirkende
- Earle Williams som Yale Durant
- Vola Vale som Minnie Patton
- Lee Hill som Jack Millington
- Henry A. Barrows som Sam Millington
- John Elliott som George Trevor
- Rhea Haines som Blanche Trevor
- Frank Crayne som Harry Chapman
- Paul Weigel som Hodge